# Catalogo Cederblad

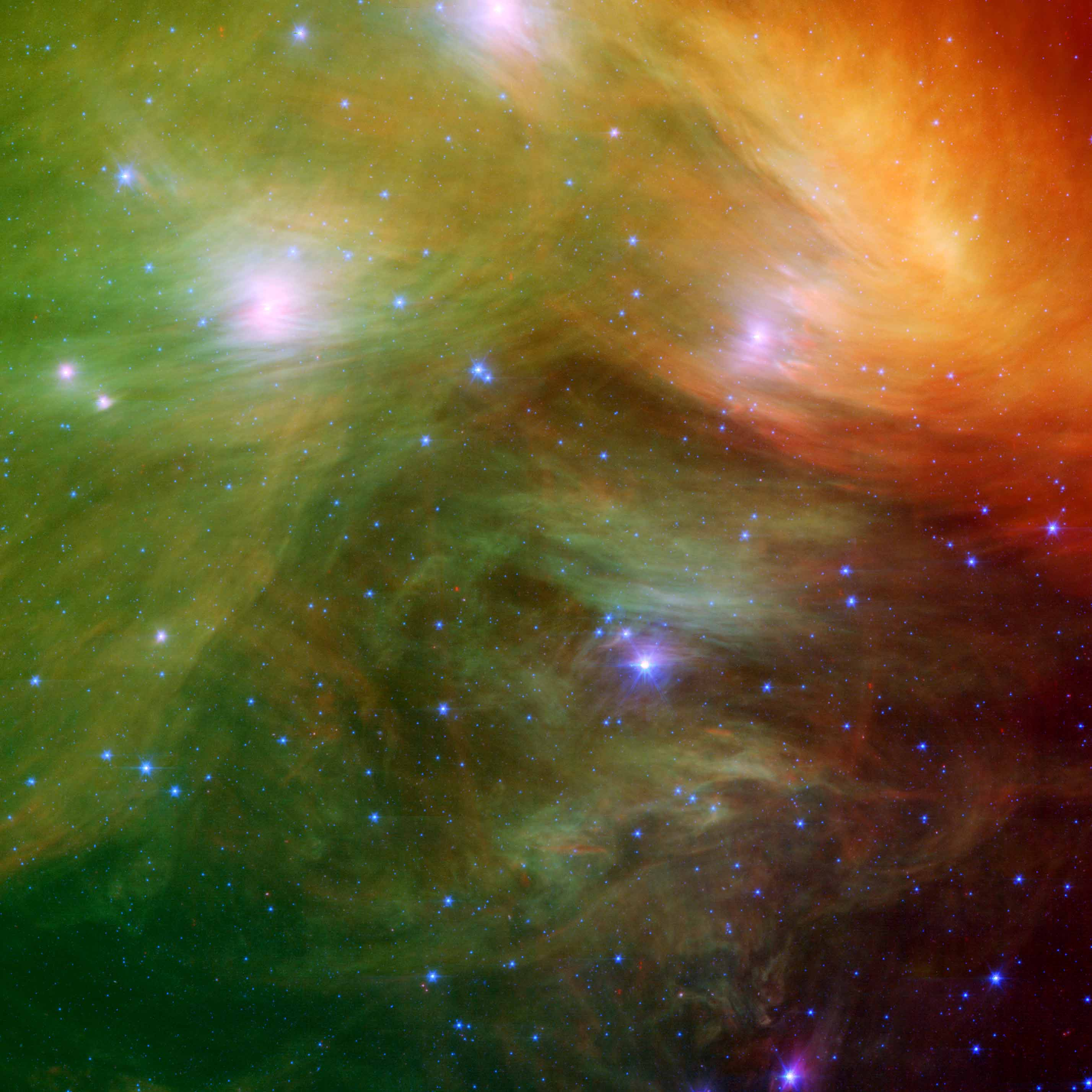
Ced 19, il complesso nebuloso che avvolge l'ammasso delle Pleiadi.

In astronomia, il Catalogo Cederblad è un catalogo astronomico che conta 215 nebulose diffuse, sia ad emissione che a riflessione, su entrambi gli emisferi celesti; fu compilato dall'astronomo Sven Cederblad e pubblicato nel 1946.
La sigla utilizzata nelle carte celesti per gli oggetti del catalogo è Ced seguito dal numero dell'oggetto; tuttavia, poiché come spesso accade, molti oggetti hanno più designazioni, si tende a indicare il numero del Catalogo Cederblad solo in mancanza di alcuni cataloghi meglio noti, come il Catalogo di Messier (M), il New General Catalogue (NGC) o l'Index Catalogue (IC).
Un esempio di oggetto che riporta la sigla Ced nelle carte celesti è Ced 122, un vasto sistema di nebulose nella costellazione del Centauro; altri esempi si trovano nell'Aquario (Ced 211) e in Cefeo (Ced 214).
Fra gli oggetti di questo catalogo figurano anche alcune nebulose planetarie, probabilmente non riconosciute come tali; altre sigle si riferiscono invece a più oggetti: ad esempio, sotto la sigla Ced 55 ricadono quasi tutte le principali nebulose diffuse visibili nella costellazione di Orione, elencate da Ced 55a a Ced 55v; Ced 19 è invece la sigla collettiva per indicare le nebulose a riflessione attorno alle stelle delle Pleiadi, da Ced 19a a Ced 19q. Altre sigle si riferiscono a oggetti di dubbia natura e forse non esistenti.